# Civica raccolta d'arte Claudio Ridolfi
La Civica Raccolta d'Arte "Claudio Ridolfi" è un museo d'arte che si trova a Corinaldo (AN). Ha sede nel Palazzo dell' ex-Convento dei Padri Agostiniani lungo Via del Corso.

## Descrizione
La Civica Raccolta d'Arte "Claudio Ridolfi" comprende circa sessanta opere, soprattutto di soggetto sacro, di Claudio Ridolfi (Verona, ca. 1570 - Corinaldo, 1644), l'artista veronese che elesse Corinaldo a sua dimora, di Ercole Ramazzani, di Domenico Peruzzini, di Giuseppe Marchesi e di altri autori del XVII secolo che operarono in ambito ridolfiano. Completano la raccolta alcuni ostensori in argento, una croce astile del 1615 e una preziosa serie di diciotto reliquiari siciliani in legno policromo, eseguiti prima del 1612.